# Presto (gemeente)
Presto is een gemeente (municipio) in de Boliviaanse provincie Jaime Zudáñez in het departement Chuquisaca. De gemeente telt naar schatting 13.723 inwoners (2018). De hoofdplaats is Presto.